# Эскадренные миноносцы типа «Дардо»
Эскадренные миноносцы типа «Дардо» — тип эскадренных миноносцев Королевского итальянского флота, построенных в начале 1930-х годов. Предназначались для совместных действий с крейсерами типа «Зара», поэтому к ним предъявлялись повышенные требования по скорости и дальности плавания.

## Конструкция и вооружение
Проект разрабатывался на основе эсминцев типа «Турбине». От предшественников эсминцы «Дардо» отличались более мощной энергетической установкой, новыми  120-мм/50 орудиями и дополнительными бортовыми топливными цистернами. Размеры корпуса также увеличились, в основном за счёт ширины. Форштевень на эсминцах «Дардо» и «Страле» оставался прямым, тогда как на других он был заменён на более изящный яхтенный, уменьшающий заливаемость водой носовой оконечности корабля.
С целью освобождения места для более эффективного расположения зенитного вооружения, дымоходы всех трёх котлов были объединены в одну массивную трубу, ставшей отличительной чертой всех последующих типов итальянских эсминцев.
После вступления в строй выявился главный недостаток эсминцев этого типа — низкая остойчивость. Причинами этого стало общее увеличение веса вооружения, систем управления огнём и применение бортовых топливных цистерн. При израсходовании большей части топлива мореходные качества корабля особенно ухудшались, поэтому на практике приходилось часть топлива оставлять в цистернах, что сокращало дальность плавания. В дальнейшем стали применять замещение нефти водой, что сказывалось на качестве топлива. Вскоре на всех четырёх кораблях было уложено по 90-100 тонн твердого балласта и установлены бортовые кили. Это привело к увеличению стандартного водоизмещения с 1205 до почти 1400 тонн и серьёзной потере скорости. В условиях повседневной службы эти эсминцы редко могли развить скорость выше 30 узлов.
Вскоре после вступления Италии в войну на всех четырёх эсминцах вместо устаревших 40-мм автоматов и 13,2-мм пулемётов были установлены 5-6 — 20-мм/65 автоматы. В 1942—1943 годах с эсминцев «Дардо», «Фречча» и «Саэтта» был снят кормовой торпедный аппарат, а на его месте разместили 2 (2 × 1) — 37-мм/54 орудия. Часть 20-мм/65 автоматов заменили на 3 (3 × 2) — 20-мм/70.

## Эсминцы «Дардо» в ВМС Греции
В 1929 году Греция заказала в Италии четыре эсминца типа «Дардо». Построенные для греческого флота корабли («Идра», «Спеце», «Псара» и «Кунтуриотис») отличались от оригинального проекта более коротким корпусом, уменьшенным мостиком и размещением артиллерии в одинарных установках (4 × 1) по линейно-возвышенной схеме.

## Список кораблей
| Эсминец                | Бортовое обозначение | Верфь  | Спущен на воду | Начало службы | Конец службы                                                                                      |
| ---------------------- | -------------------- | ------ | -------------- | ------------- | ------------------------------------------------------------------------------------------------- |
| Дардо (итал. Dardo)    | DA                   | OTO S  | 6.9.1930       | 25.1.1932     | захвачен немцами в Генуе 9.9.43, назван ТА-31, затоплен в Генуе 24.4.45                           |
| Фречча (итал. Freccia) | FR                   | CdT RT | 3.8.1930       | 21.10.1931    | потоплен 8.8.43 в Генуе союзной авиацией                                                          |
| Саэтта (итал. Saetta)  | SA                   | CdT RT | 17.1.1932      | 10.5.1932     | подорвался 3.2.43 на мине возле Бизерты                                                           |
| Страле (итал. Strale)  | ST                   | OTO S  | 26.3.1931      | 6.2.1932      | выскочил на камни 21.6.42 в районе мыса Бон, добит 6.8.42 английской подводной лодкой «Турбулент» |